# Vicia pyrenaica
Vicia pyrenaica — вид квіткових рослин з родини бобових (Fabaceae). Ареал: Франція, Іспанія.

## Морфологічна характеристика
Багаторічна рослина, 5–25 см, гола, з повзучим столоніферним коренем. Нижнє листя без вусиків, з 1–2 парами обернено-серцеподібних листочків, верхні з простим, коротким вусиком, з 4–6 парами довгастих, клиноподібних, усічених листочків. Прилистки цілісні. Квітки великі, поодинокі, майже сидячі, пурпурно-фіолетові. Чашечка гола, з майже рівними зубцями, коротша за трубку. Дуже широкий стандарт, що виходить за межі чашечки в усіх напрямках. Стручок широколінійний, стиснутий, голий, розлогий та чорнуватий при дозріванні. Насіння кулясте, гладке, коричневе.

## Середовище
Зростає на висоті від 1100 до 2400 метрів. Vicia pyrenaica — багаторічний вид, поширений лише в Піренеях, де він зустрічається на гірських пасовищах та узліссях лісів. Здається, що для цього виду немає серйозних загроз, оскільки території в межах його географічного ареалу та середовища існування є відносно стабільними.